# مهر سلیمان دانه‌قرمز
مُهر سلیمان دانه‌قرمز (نام علمی: Polygonatum sewerzowii) یکی از گونه‌های سردهٔ مهر سلیمان است. این گیاه در خراسان و گرگان یافت می‌شود و از نظر گونه نزدیک به گونهٔ مهر سلیمان دانه‌آبی است. برگ‌های فراهم باریک، نوک بلند و گل‌هایی بطول ۱۵ تا ۲۰ میلی‌متر و میوهٔ سته قرمز دارد و در بین درختچه‌ها و در ارتفاع ۱۵۰۰ متر یافت می‌شود. فصل گلدهی اردیبهشت و خرداد است.
سرده مهر سلیمان در حدود ۵۰ گونه در مناطق شمالی داشته و در ایران ۲ گونه از آن به نام‌های مهر سلیمان دانه‌آبی و مهرسلیمان دانه‌قرمز یافت می‌شود.